# ブライアン・ベンベン
ブライアン・ベンベン（Brian Benben,  1956年6月18日 - ）は、アメリカ合衆国の俳優である。

## 来歴
1956年バージニア州ウィンチェスターに生まれる。後にニューヨークの高校へ通い、幼い頃から演劇に興味を持っていたこともあり17歳の時にオフ・オフ・ブロードウェイにデビュー。コミュニティ・カレッジを卒業した後は、様々な職に就きながらオーディションを受け続けた。1981年にテレビ映画『ギャング』でデビューを果たし、1986年に放送されたテレビドラマ『Kay O'Brien』ではレギュラーキャストとして13エピソードに出演している。その後もコンスタントにテレビ、映画などの作品へ出演し、ジェームズ・サイトウと競演した『Mortal Sins』やジョージ・ルーカスが製作総指揮を務めたサスペンス・コメディ『笑撃生放送! ラジオ殺人事件』などで主役にも抜擢された。1998年から2002年まで、自身のバラエティ番組『ブライアン・ベンベン・ショー』も放送されている。近年ではテレビシリーズ『プライベート・プラクティス 迷えるオトナたち』へもレギュラー出演した。

### 私生活
テレビドラマ『リベンジ』などへ出演している女優のマデリーン・ストウと1986年に結婚。現在は1児の父親でもある。

## 出演作品

### 映画
- ギャング Gangster Wars (1981)
- Conspiracy: The Trial of the Chicago 8 (1987)
- 偽りのヘブン Clean and Sober (1988)
- Mortal Sins (1989)
- ダーク・エンジェル Dark Angel (1990)
- 笑撃生放送! ラジオ殺人事件 Radioland Murders (1994)
- コンフォート・テキサス Comfort, Texas (1997)
- Sister Mary Explains It All (2001)
- The Flamingo Rising (2001)
- The Mastersons of Manhattan (2007)

### テレビドラマ
- ギャングスター・クロニクルズ The Gangster Chronicles (1981)
- アメリカン・プレイハウス American Playhouse (1983)
- Kay O'Brien (1986)
- Mr. Sunshine (1986)
- テイルズ・フロム・ザ・ダークサイド Tales from the Darkside (1986)
- A Year in the Life (1987 - 1988)
- マトロック Matlock (1988)
- Dream On (1990 - 1996)
- キングピン Kingpin (2003)
- マスターズ・オブ・ホラー / 『ディア・ウーマン』 Masters of Horror (2005)
- プライベート・プラクティス 迷えるオトナたち Private Practice (2008 - 2013)

### テレビ番組
- The Brian Benben Show (1998 - 2000)